# Gendarmerie

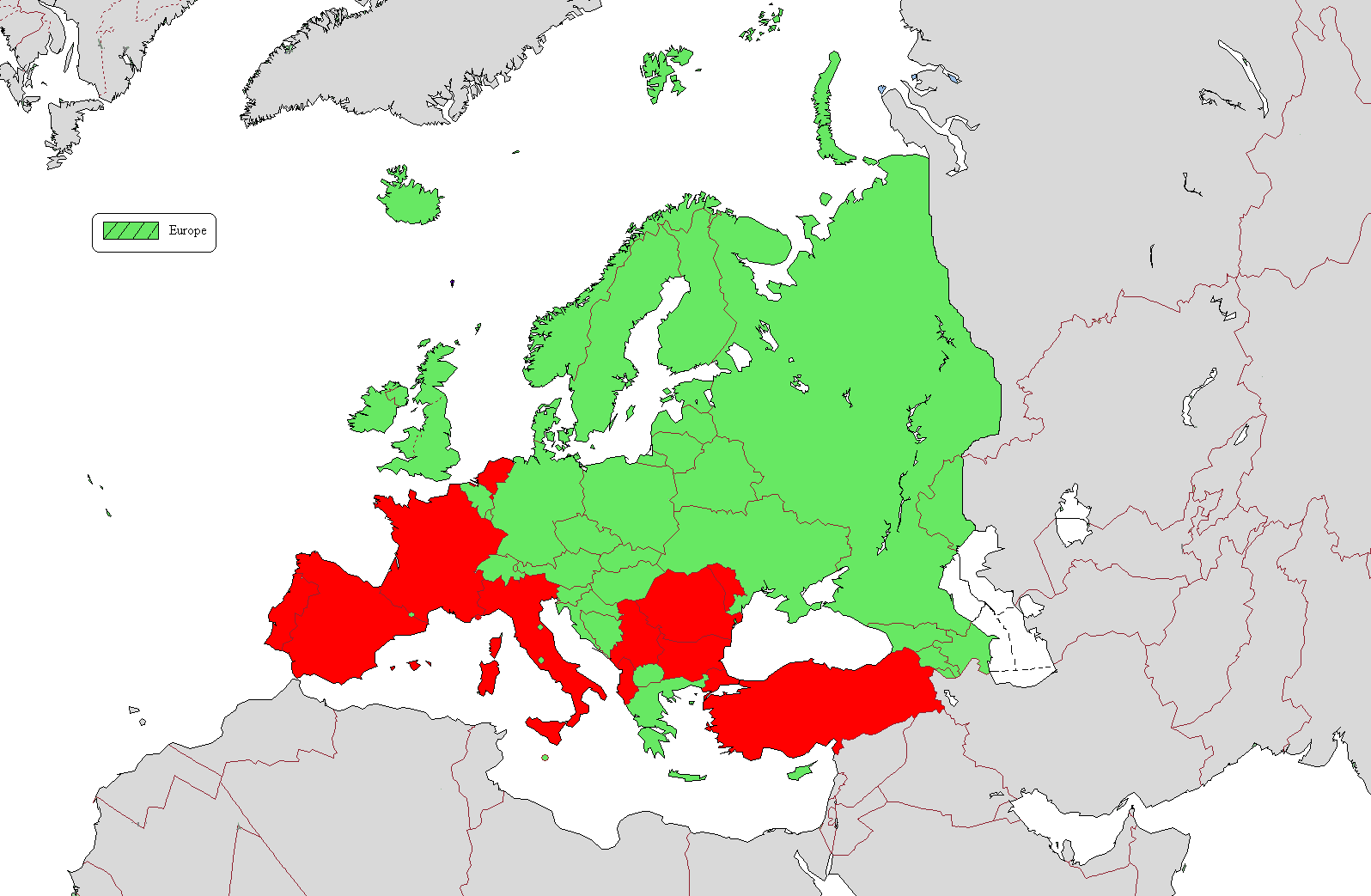
Europese landen met een gendarmerie
Europese landen zonder een gendarmerie

Een gendarmerie (verbastering van het Franse gens d'armes, krijgsvolk, letterlijk lieden met wapens) is een dienst die algemene politietaken uitvoert en (van oorsprong) een onderdeel van het leger is. Deze eenheden waren oorspronkelijk verspreid over het platteland in kazernes gelegerd; ten opzichte van de gewone politie had dit vooral in tijden zonder telefoon- en radioverbindingen het voordeel dat (ook 's nachts) snel in groten getale opgetreden kon worden. Misdaadbendes konden zo effectiever worden bestreden.

## Voorbeelden
- België: Rijkswacht (opgeheven na hervorming van de politiediensten in 2001)
- Frankrijk: Gendarmerie Nationale
- Italië: Carabinieri
- Nederland: Koninklijke Marechaussee
- Oostenrijk: Bundesgendarmerie (opgeheven in 2005)
- Portugal: Guarda Nacional Republicana
- Roemenië: Jandarmeria Română
- San Marino: Gendarmeria
- Spanje: Guardia Civil
- Turkije: Jandarma
- Polen: Żandarmeria Wojskowa

Frankrijk, Italië, Spanje, Nederland, Portugal, Roemenië en Polen maken deel uit van een gezamenlijke European Gendarmerie Force (EGF/EUROGENDFOR).